# Vranov nad Dyjí
Vranov nad Dyjí là một chợ huyện thuộc huyện Znojmo, vùng Jihomoravský, Cộng hòa Séc.